# Isabelle Flükiger
Pour les articles homonymes, voir Flükiger.
Œuvres principales
Du ciel au ventre,  L'espace vide du monstre, Best-seller
Isabelle Flükiger, née le 25 septembre 1979 dans le canton de Fribourg, est une écrivaine suisse romande.

## Biographie
Isabelle Flükiger effectue sa scolarité obligatoire à Farvagny. C'est au collège qu'elle commence à écrire ses premiers textes, principalement des poèmes et des nouvelles. Elle s'oriente ensuite vers des études en sciences politiques, histoire contemporaine et littérature à l'université de Fribourg. Après un séjour à Berlin, l'écrivaine regagne son pays natal en 2011 et s'installe à Berne.  
Outre son travail d'écrivain, Isabelle Flükiger participe à des spectacles de la Compagnie Philippe Saire, tels que (OB)SEEN en 2004 et Sang d'encre en 2005. Elle a également écrit et réalisé le film-photo intitulé Ville fantôme/Téléréalité, dans le cadre du festival Belluard Bollwerk International en 2007.

## Œuvre
Dans ses romans, Isabelle Flükiger aborde des thématiques sociétales, telles que l'intégration, en les traitant sur un ton léger et humoristique, en mélangeant accusation et auto-dérision. Elle s'intéresse notamment à la thématique du décalage entre les rêves et la réalité d'une société trop codée, qui est parfois source de désillusions pour ses personnages. La quête de liberté et d'aventures est également un thème récurrent dans son œuvre, comme par exemple dans le roman Best-seller, le premier à être traduit du français en allemand, où le drame est constitué par le fait qu'il ne se passe rien, dans un pays riche qui n'offre pas tant de libertés que cela aux personnes demandant l'asile ou aux personnes confrontées à l'oligarchie des aristocrates banquiers.

## Publications
- Du ciel au ventre, Éditions L'Âge d'Homme, 2003, 95 p. (ISBN 978-2-8251-1775-0, lire en ligne)
- Se débattre encore, Éditions L'Âge d'Homme, 2004, 118 p. (ISBN 978-2-8251-1933-4, lire en ligne)
- L'Espace vide du monstre : roman, Grolley/Paris, Éditions de l'Hèbe, 2007, 309 p. (ISBN 978-2-88485-109-1)
- Best-seller, Éditions Faim de siècle et Cousu mouche, 2011, 181 p. (ISBN 978-2-940422-14-2)
- Retour dans l’Est, Éditions Faim de siècle, 2017
- Une Suisse au noir, Antipodes, 2025 (ISBN 978-2-88901-282-4)

## Récompenses
- 1999 : Prix du concours international des Jeunes Auteurs
- 2001 : Prix du jeune écrivain francophone
- 2005 : Bourse d'encouragement à la création littéraire du canton de Fribourg
- 2008 : Bourse littéraire Pro Helvetia
- 2012 : Prix littéraire de la Société centrale canine pour son œuvre Best-seller[6]
- 2018 : Prix Bibliomedia pour Retour dans l’Est, éditions Faim de siècle, 2017